# Ladislao Duarte
Ladislao Duarte Espés (Erla, 6 de septiembre de 1914 - Nizhni Nóvgorod, Rusia, 1993) fue un piloto y militar español que luchó en la guerra civil española en defensa de la Segunda República Española y en las Fuerzas Aéreas Soviéticas en la Segunda Guerra Mundial. También fue diseñador de automóviles soviético, contribuyendo a los modelos GAZ-12 ZIM, GAZ-13, GAZ-24 y GAZ-3105.

## Biografía
Nació en 1914 en una numerosa familia de canteros de Erla, cerca de Zaragoza. A los 10 años, perdió a su padre y a su hermano mayor en un accidente de coche. Para mantener a su familia, Ladislao empezó a trabajar y por las tardes estudiaba en una escuela técnica industrial para convertirse en operador de fresadora. Siempre quiso ser piloto, ayudando gratuitamente a los mecánicos de la escuela de aviación deportiva de Zaragoza.

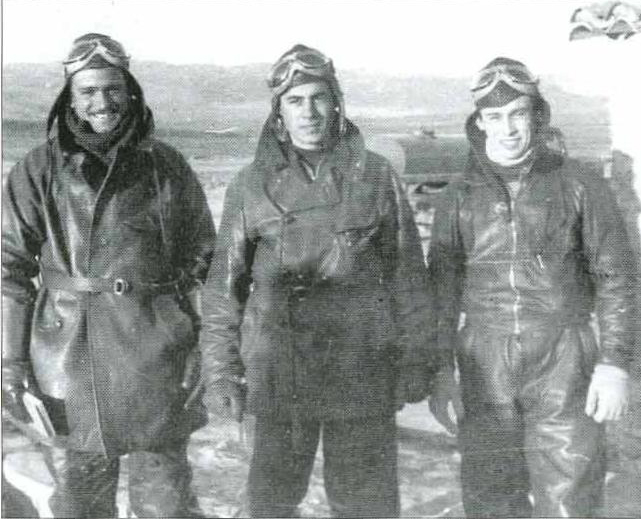
De izquierda a derecha: Manuel Orozco Rovira, Ladislao Duarte y José Recalde Gómez

Tras el golpe de Estado de julio de 1936, Duarte asistió a la escuela de vuelo de Larivere para alistarse en las Fuerzas Aéreas, estudiando de 12 a 14 horas diarias y aprendiendo a volar el Polikarpov I-15.Durante la guerra civil española, fue comandante del 4.º escuadrón de Chatos desde el 20 de agosto de 1937 hasta marzo de 1938. Por su valor y destreza militar, Duarte fue nombrado comandante del escuadrón, y en otoño de 1938, durante la batalla de Teruel, dirigió el regimiento aéreo. A lo largo de la guerra, derribó 22 aviones enemigos.
Tras el fin de la guerra, el regimiento aéreo de Duarte se dirigió a Francia, pasando por el campo de concentración de Argeles-sur-Mer y desde allí los españoles lograron ser enviados a la Unión Soviética. Se les ofreció elegir ciudad para vivir y el comandante Duarte y varios de sus camaradas se trasladaron a Gorki, en cuya fábrica de automóviles se les recibió con entusiasmo. Se incorporó al cuerpo de herramientas y matrices como operador de fresadora a la vez que se graduaba de la Escuela Técnica Automotriz con el título de técnico en procesamiento de metales en frío y aprendía ruso.
Tras la operación Barbarroja de la Alemania nazi contra la Unión Soviética, Duarte participó en la Segunda Guerra Mundial. Del 7 de noviembre de 1941 al 25 de julio de 1942, sirvió en la 1.ª Brigada de aviación de caza. Inicialmente, comandó una unidad de pilotos españoles asignados a I-15, y posteriormente luchó en un MiG-3. Como parte de la brigada, participó en la defensa de Moscú. Desde julio de 1942, Duarte sirvió en el 740.º Regimiento de Aviación de Caza de la 130.ª División de Aviación de Caza. Su última victoria fue sobre Königsberg, derribando un bombardero Ju-88, y al final de la guerra, asumió el mando del 144.º Regimiento de Aviación de Caza.
Tras la guerra, sirvió en la Fuerza Aérea Soviética hasta 1948, cuando los pilotos españoles fueron desmovilizados. Regresó a GAZ, donde se incorporó al departamento de diseño y experimentación. Allí trabajó durante 39 años, convirtiéndose en el jefe del grupo y uno de los especialistas más destacados en el desarrollo de superficies de carrocería. En colaboración con el británico Thomas Botting, quien también trabajaba en la planta, escribió un libro sobre el desarrollo de superficies. Su labor en la planta fue reconocida con certificados, reconocimientos y premios, ubicándose entre los líderes e innovadores de la competencia socialista.
A principios de la década de 1960, durante el segundo franquismo en España, Duarte viajó temporalmente a su país natal para visitar a sus seres queridos. En 1966, como especialista cualificado hispanohablante, se le envió a Cuba para organizar los procesos tecnológicos del ensamblaje y la reparación de automóviles soviéticos. Entre 1977 y 1980, fue enviado a Nicaragua por la Cruz Roja Soviética. Al finalizar la misión, regresó a la GAZ.

## Premios
- Orden de la Guerra Patria, en 1.ª clase (1944) y 2.ª clase (1985).
- Medalla por la Victoria sobre Alemania en la Gran Guerra Patria 1941-1945 (9 de mayo de 1947).
- Medalla por la Defensa de Moscú (1 de mayo de 1944).
- Medalla al Trabajador Veterano.[4]